# Nasser Khamis
Nasser Khamis Abdullah Hassan (sinh ngày 20 tháng 12 năm 1987) là một cầu thủ bóng đá người Các Tiểu vương quốc Ả Rập Thống nhất thi đấu cho Masfut.